# Miltern
Miltern is een dorp en voormalige gemeente in de Duitse deelstaat Saksen-Anhalt, en maakt deel uit van de gemeente Tangermünde in de Landkreis Stendal.
Miltern ligt 3 km ten noordwesten van de stad Tangermünde aan de Bundesstraße 188. Het dorp heeft een spoorweghalte aan de lijn Tangermünde-Stendal.

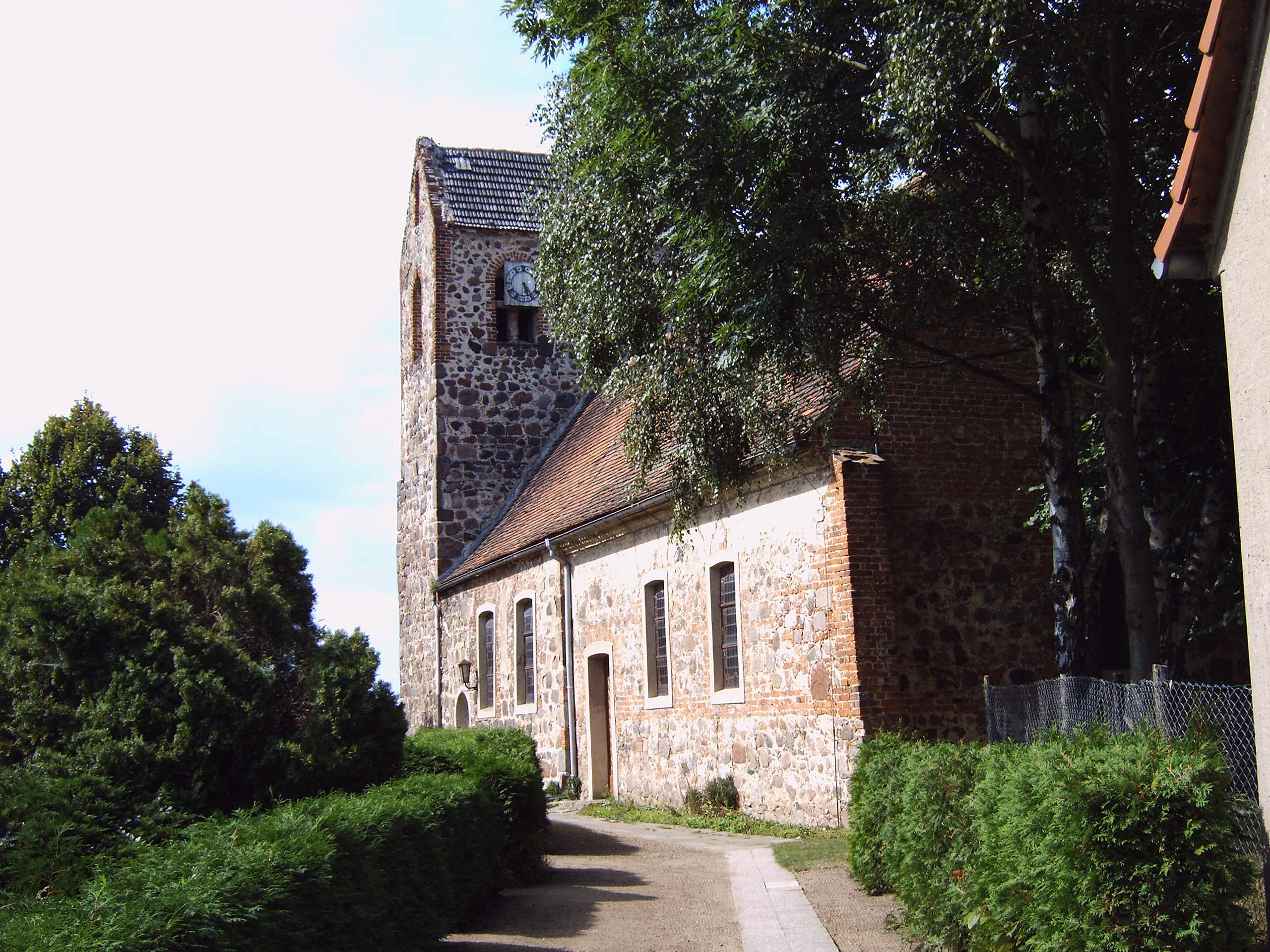
Evang.-lutherse dorpskerk te Miltern
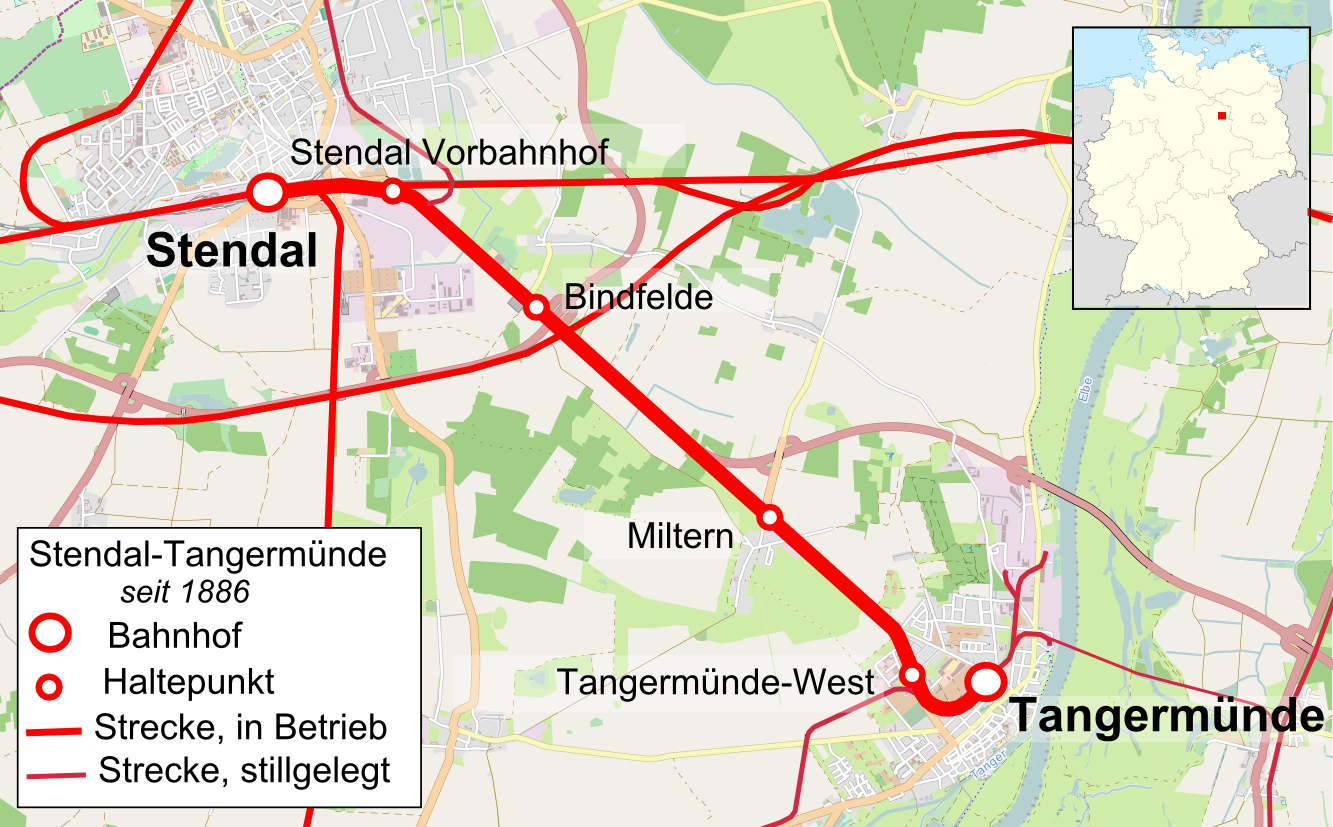
Kaart spoortraject Stendal-Tangermünde

Het interieur van de kort na het jaar 1200 gebouwde evangelisch-lutherse dorpskerk is zeer sober.